# Нигерия на летних Олимпийских играх 2016
Нигерия на летних Олимпийских играх 2016 года была представлена 77 спортсменами в десяти видах спорта.

## Медали
| Бронза | |                         |            |
| №      | Спортсмены | Вид спорта (дисциплина) | Дата       |
| 1      | Мужская сборная по футболу Шеху Абдуллахи Джуниор Аджайи Дэниэл Акпейи Стэнли Амузи Эммануэл Дэниэл Кингсли Маду Усман Мухаммед Джон Оби Микел Азубуике Окечукву Сет Синсере Салиу Содик Уильям Троост-Эконг Амину Умар Садик Умар Имо Эзекиль Сатодей Эримуя Огенекаро Этебо Ндифреке Эффионг | Футбол (мужчины)        | 20 августа |

## Состав сборной
Академическая гребля
1. Чирика Укогу[англ.]

 Баскетбол
1. Джош Акогнон[англ.]
2. Амину Аладе[англ.]
3. Майкл Гбиндже[англ.]
4. Ике Диогу
5. Эбене Ибекве[англ.]
6. Оласени Лавал
7. Анди Огиде[англ.]
8. Чемберлен Огучи[англ.]
9. Стэнли Окойе[англ.]
10. Бен Узо[англ.]
11. Майкл Уме
12. Эби Эре[англ.]

 Бокс
1. Эфе Аджагба

 Борьба
Вольная борьба
1. Амас Даниэль
2. Сосо Тамарау
3. Одунайо Адекурое
4. Аминат Аденийи
5. Мерси Дженезис
6. Блессинг Оборудуду
7. Ханна Рубен

Гребля на байдарках и каноэ
 Гребной слалом
1. Джонатан Аникьеми

 Лёгкая атлетика
1. Стивен Мозия
2. Сейе Огунлеве
3. Дивайн Одедуру
4. Тега Оделе
5. Тосин Оке
6. Олу Оламиогке
7. Майлз Укаома
8. Энтвон Хикс
9. Ого-Огене Эгвере
10. Орукпе Эрайоан
11. Дорин Амата
12. Олуватобилоба Амусан
13. Глория Асумну
14. Маргарет Бамбоуз
15. Эсе Бруме
16. Дженнифер Маду
17. Амака Огоебунам
18. Блессинг Окагбаре
19. Нваннека Оквелогу
20. Пейшенс Окон Джордж
21. Чинве Окоро
22. Омаларе Омотошо
23. Агнес Осадзува
24. Ухунома Осадзува

 Настольный теннис
1. Квадри Аруна
2. Абиодун Боде
3. Сегун Ториола
4. Олуфунке Ошонайке
5. Оффионг Эдем

 Плавание
1. Самсон Опуакро
2. Речаэль Тонджор

 Тяжёлая атлетика
1. Квота 1

 Футбол
1. Квота 1
2. Квота 2
3. Квота 3
4. Квота 4
5. Квота 5
6. Квота 6
7. Квота 7
8. Квота 8
9. Квота 9
10. Квота 10
11. Квота 11
12. Квота 12
13. Квота 13
14. Квота 14
15. Квота 15
16. Квота 16
17. Квота 17
18. Квота 18

## Результаты соревнований

### Академическая гребля
В следующий раунд из каждого заезда проходят несколько лучших экипажей (в зависимости от дисциплины). В отборочный заезд попадают спортсмены, выбывшие в предварительном раунде. В финал A выходят 6 сильнейших экипажей, остальные разыгрывают места в утешительных финалах B-F.
Женщины
| Соревнование | Спортсмены   | Предварительный заезд | Предварительный заезд | Предварительный заезд | Отборочный заезд | Отборочный заезд | Отборочный заезд | Четвертьфинал | Четвертьфинал | Четвертьфинал | Полуфинал     | Полуфинал     | Полуфинал     | Финал | Финал | Итоговое место |
| Соревнование | Спортсмены   | Заезд                 | Время                 | Место                 | Заезд            | Время            | Место            | Заезд         | Время         | Место         | Заезд         | Время         | Место         | Время | Место | Итоговое место |
| ------------ | ------------ | --------------------- | --------------------- | --------------------- | ---------------- | ---------------- | ---------------- | ------------- | ------------- | ------------- | ------------- | ------------- | ------------- | ----- | ----- | -------------- |
| одиночки     | Чирика Укогу | 5                     | 8:35,34               | 3 Q                   | не участвовала   | не участвовала   | не участвовала   | 3             | 7:54,44       | 5             | Полуфинал C/D | Полуфинал C/D | Полуфинал C/D | Финал | Финал |                |
| одиночки     | Чирика Укогу | 5                     | 8:35,34               | 3 Q                   | не участвовала   | не участвовала   | не участвовала   | 3             | 7:54,44       | 5             |               |               |               |       |       |                |

### Баскетбол

#### Мужчины
Мужская сборная Нигерии квалифицировалась на Игры, завоевав золотые медали на чемпионате Африки 2015 года.
Состав
| Номер     | Позиция   | Имя             | Дата рождения    | Рост, см  | Клуб                    | Игры      | Очки      | Подборы   | Передачи  |
| Защитники | Защитники | Защитники       | Защитники        | Защитники | Защитники               | Защитники | Защитники | Защитники | Защитники |
| --------- | --------- | --------------- | ---------------- | --------- | ----------------------- | --------- | --------- | --------- | --------- |
| 4         | АЗ        | Бен Узо         | 18 марта 1988    | 191       | Свободный агент         |           |           |           |           |
| 5         | АЗ        | Майкль Уме      | 18 сентября 1984 | 188       | Нагария                 |           |           |           |           |
| 7         | З/Ф       | Стэнли Окойе    | 10 апреля 1991   | 197       | Трапани                 |           |           |           |           |
| 8         | АЗ        | Джош Акогнон    | 10 февраля 1986  | 191       | Динамо Сассари          |           |           |           |           |
| 12        | З         | Майкл Гбиндже   | 5 июня 1992      | 201       | Детройт Пистонс         |           |           |           |           |
| Форварды  |           |                 |                  |           |                         |           |           |           |           |
| 6         | Ф/Ц       | Ике Диогу       | 11 сентября 1983 | 206       | Гуандун Саузерн Тайгерс |           |           |           |           |
| 9         | З/Ф       | Чемберлен Огучи | 18 марта 1988    | 198       | Анвил Влоцлавек         |           |           |           |           |
| 10        | З/Ф       | Эре Эби         | 2 августа 1981   | 195       | Капитанес де Аресибо    |           |           |           |           |
| 14        | Ф/Ц       | Амину Аладе     | 14 сентября 1987 | 210       | Хапоэль Эйлат           |           |           |           |           |
| 15        | Ф/Ц       | Эбене Ибекве    | 19 июля 1985     | 206       | Нимбурк                 |           |           |           |           |
| Центровые |           |                 |                  |           |                         |           |           |           |           |
| 11        | Ц         | Анди Огиде      | 1 октября 1987   | 204       | Хапоэль Мигдал ХаЭмек   |           |           |           |           |
| 13        | Ц         | Ике Диогу       | 8 октября 1986   | 206       | Барселона               |           |           |           |           |

| Имя       | Гражданство | Дата рождения |
| --------- | ----------- | ------------- |
| Уилл Войт | США         | 18.08.1976    |

Результаты
Групповой этап (Группа B)
| Место | Команда   | И | В | П | ОЗ  | ОП  | +/- | Очки |
| ----- | --------- | - | - | - | --- | --- | --- | ---- |
| 1     | Хорватия  | 5 | 3 | 2 | 400 | 407 | -7  | 8    |
| 2     | Испания   | 5 | 3 | 2 | 432 | 357 | +75 | 8    |
| 3     | Литва     | 5 | 3 | 2 | 392 | 428 | -36 | 8    |
| 4     | Аргентина | 5 | 3 | 2 | 441 | 428 | +13 | 8    |
| 5     | Бразилия  | 5 | 2 | 3 | 411 | 407 | +4  | 7    |
| 6     | Нигерия   | 5 | 1 | 4 | 392 | 441 | -49 | 6    |

| 7 августа 2016 22:30 UTC−3 | Протокол | Нигерия                    | 66:94    | Аргентина                | Кариока Арена, Рио-де-Жанейро Зрителей: 8425 Судьи: Илия Белошевич Дамир Явор Борис Рыжик |
| 7 августа 2016 22:30 UTC−3 | Протокол | 15:22, 16:28, 19:22, 16:22 |          |                          | Кариока Арена, Рио-де-Жанейро Зрителей: 8425 Судьи: Илия Белошевич Дамир Явор Борис Рыжик |
| 7 августа 2016 22:30 UTC−3 | Протокол | Диогу 15                   | Очки     | Кампаццо 19              | Кариока Арена, Рио-де-Жанейро Зрителей: 8425 Судьи: Илия Белошевич Дамир Явор Борис Рыжик |
| 7 августа 2016 22:30 UTC−3 | Протокол | Диогу 13                   | Подборы  | Скола 9                  | Кариока Арена, Рио-де-Жанейро Зрителей: 8425 Судьи: Илия Белошевич Дамир Явор Борис Рыжик |
| 7 августа 2016 22:30 UTC−3 | Протокол | Гбиниджье, Уме по 3        | Передачи | Джинобили, Кампаццо по 5 | Кариока Арена, Рио-де-Жанейро Зрителей: 8425 Судьи: Илия Белошевич Дамир Явор Борис Рыжик |

| 9 августа 2016 19:00 UTC−3 | Протокол | Литва                      | 89:80    | Нигерия       | Кариока Арена, Рио-де-Жанейро Зрителей: 5785 Судьи: Стефан Себель Роберт Лоттермозер Аннe Пантер |
| 9 августа 2016 19:00 UTC−3 | Протокол | 13:16, 23:25, 29:13, 24:26 |          |               | Кариока Арена, Рио-де-Жанейро Зрителей: 5785 Судьи: Стефан Себель Роберт Лоттермозер Аннe Пантер |
| 9 августа 2016 19:00 UTC−3 | Протокол | Мачюлис, Калниетис по 21   | Очки     | Диогу 19      | Кариока Арена, Рио-де-Жанейро Зрителей: 5785 Судьи: Стефан Себель Роберт Лоттермозер Аннe Пантер |
| 9 августа 2016 19:00 UTC−3 | Протокол | Сабонис 7                  | Подборы  | Диогу 7       | Кариока Арена, Рио-де-Жанейро Зрителей: 5785 Судьи: Стефан Себель Роберт Лоттермозер Аннe Пантер |
| 9 августа 2016 19:00 UTC−3 | Протокол | Калниетис 12               | Передачи | Эби, Уме по 4 | Кариока Арена, Рио-де-Жанейро Зрителей: 5785 Судьи: Стефан Себель Роберт Лоттермозер Аннe Пантер |

| 11 августа 2016 19:00 UTC−3 | Протокол | Нигерия                    | 87:96 | Испания | Кариока Арена, Рио-де-Жанейро |
| 11 августа 2016 19:00 UTC−3 | Протокол | 11:25, 30:18, 25:22, 21:31 |       |         | Кариока Арена, Рио-де-Жанейро |

| 13 августа 2016 22:30 UTC−3 | Протокол | Хорватия                   | 76:90 | Нигерия | Кариока Арена, Рио-де-Жанейро |
| 13 августа 2016 22:30 UTC−3 | Протокол | 28:21, 11:22, 17:27, 20:20 |       |         | Кариока Арена, Рио-де-Жанейро |

| 15 августа 2016 14:15 UTC−3 | Протокол | Нигерия                    | 69:86 | Бразилия | Кариока Арена, Рио-де-Жанейро Судьи: Илия Белошевич |
| 15 августа 2016 14:15 UTC−3 | Протокол | 16:15, 15:27, 21:17, 17:27 |       |          | Кариока Арена, Рио-де-Жанейро Судьи: Илия Белошевич |

### Бокс
Квоты, завоёванные спортсменами являются именными. Если от одной страны путёвки на Игры завоюют два и более спортсмена, то право выбора боксёра предоставляется национальному Олимпийскому комитету. Соревнования по боксу проходят по системе плей-офф. Для победы в олимпийском турнире боксёру необходимо одержать либо четыре, либо пять побед в зависимости от жеребьёвки соревнований. Оба спортсмена, проигравшие в полуфинальных поединках, становятся обладателями бронзовых наград.
Мужчины
| Категория   | Спортсмены  | Первый раунд       | Второй раунд           | Четвертьфинал          | Полуфинал            | Финал                | Место                |
| Категория   | Спортсмены  | Соперник Результат | Соперник Результат     | Соперник Результат     | Соперник Результат   | Соперник Результат   | Место                |
| ----------- | ----------- | ------------------ | ---------------------- | ---------------------- | -------------------- | -------------------- | -------------------- |
| свыше 91 кг | Эфе Аджагба | Не участвовал      | Найджел Пол (TTO) В KO | Иван Дычко (KAZ) П 0-3 | Завершил выступление | Завершил выступление | Завершил выступление |

### Борьба
В соревнованиях по борьбе, как и на предыдущих трёх Играх, будет разыгрываться 18 комплектов наград. По 6 у мужчин в вольной и греко-римской борьбе и 6 у женщин в вольной борьбе. Турнир пройдёт по олимпийской системе с выбыванием. В утешительный раунд попадают участники, проигравшие в своих поединках будущим финалистам соревнований. Каждый поединок состоит из двух раундов по 3 минуты, победителем становится спортсмен, набравший большее количество технических очков. По окончании схватки, в зависимости от результатов спортсменам начисляются классификационные очки.
Мужчины
Вольная борьба
| Соревнование | Спортсмены   | Первый раунд       | 1/8 финала         | Четвертьфинал      | Полуфинал          | Финал              | Место |
| Соревнование | Спортсмены   | Соперник Результат | Соперник Результат | Соперник Результат | Соперник Результат | Соперник Результат | Место |
| ------------ | ------------ | ------------------ | ------------------ | ------------------ | ------------------ | ------------------ | ----- |
| до 65 кг     | Амас Даниэль |                    |                    |                    |                    |                    | 17    |
| до 97 кг     | Сосо Тамарау |                    |                    |                    |                    |                    | 19    |

Женщины
Вольная борьба
| Соревнование | Спортсмены         | Первый раунд       | 1/8 финала         | Четвертьфинал      | Полуфинал          | Финал              | Место |
| Соревнование | Спортсмены         | Соперник Результат | Соперник Результат | Соперник Результат | Соперник Результат | Соперник Результат | Место |
| ------------ | ------------------ | ------------------ | ------------------ | ------------------ | ------------------ | ------------------ | ----- |
| до 48 кг     | Мерси Дженезис     |                    |                    |                    |                    |                    | 14    |
| до 53 кг     | Одунайо Адекурое   |                    |                    |                    |                    |                    | 16    |
| до 58 кг     | Аминат Аденийи     |                    |                    |                    |                    |                    | 16    |
| до 63 кг     | Блессинг Оборудуду |                    |                    |                    |                    |                    | 14    |
| до 69 кг     | Ханна Рубен        |                    |                    |                    |                    |                    | 14    |

### Водные виды спорта

#### Плавание
В следующий раунд на каждой дистанции проходят спортсмены, показавшие лучший результат, независимо от места, занятого в своём заплыве.
Мужчины
| Дистанция                | Спортсмены     | Предварительный раунд | Предварительный раунд | Предварительный раунд | Полуфинал | Полуфинал | Полуфинал | Финал     | Финал |
| Дистанция                | Спортсмены     | Заплыв                | Результат             | Место                 | Заплыв    | Результат | Место     | Результат | Место |
| ------------------------ | -------------- | --------------------- | --------------------- | --------------------- | --------- | --------- | --------- | --------- | ----- |
| 50 метров вольным стилем | Самсон Опуакро |                       | 24.85                 | 59                    |           |           |           |           |       |

Женщины
| Дистанция          | Спортсмены      | Предварительный раунд | Предварительный раунд | Предварительный раунд | Полуфинал             | Полуфинал             | Полуфинал             | Финал                 | Финал                 |
| Дистанция          | Спортсмены      | Заплыв                | Результат             | Место                 | Заплыв                | Результат             | Место                 | Результат             | Место                 |
| ------------------ | --------------- | --------------------- | --------------------- | --------------------- | --------------------- | --------------------- | --------------------- | --------------------- | --------------------- |
| 100 метров брассом | Речаэль Тонджор | 1                     | 1:21,43               | 42                    | Завершила выступление | Завершила выступление | Завершила выступление | Завершила выступление | Завершила выступление |

### Гребля на байдарках и каноэ

#### Гребной слалом
Квалификационный раунд проходит в две попытки. Результат в каждой попытке складывается из времени, затраченного на прохождение трассы и суммы штрафных очков, которые спортсмен получает за неправильное прохождение ворот. Одно штрафное очко равняется одной секунде. Из 2 попыток выбирается лучший результат, по результатам которых, выявляются спортсмены с наименьшим количеством очков, которые проходят в следующий раунд. В полуфинале гребцы выполняют по одной попытке. В финал проходят 8 спортсменов с наименьшим результатом.
Мужчины
| Соревнование      | Спортсмены        | Предварительный этап | Предварительный этап | Предварительный этап | Предварительный этап | Предварительный этап | Предварительный этап | Предварительный этап | Полуфинал            | Полуфинал            | Полуфинал            | Полуфинал            | Финал                | Финал                | Финал                | Финал                |
| Соревнование      | Спортсмены        | 1 попытка            | 1 попытка            | 1 попытка            | 2 попытка            | 2 попытка            | 2 попытка            | Место                | Полуфинал            | Полуфинал            | Полуфинал            | Полуфинал            | Финал                | Финал                | Финал                | Финал                |
| Соревнование      | Спортсмены        | Время                | Штраф                | Итог                 | Время                | Штраф                | Итог                 | Место                | Время                | Штраф                | Итог                 | Место                | Время                | Штраф                | Итог                 | Место                |
| ----------------- | ----------------- | -------------------- | -------------------- | -------------------- | -------------------- | -------------------- | -------------------- | -------------------- | -------------------- | -------------------- | -------------------- | -------------------- | -------------------- | -------------------- | -------------------- | -------------------- |
| байдарки-одиночки | Джонатан Аникьеми | 105,49               | 2                    | 107,49               | 102,59               | 2                    | 104,59               | 20                   | завершил выступление | завершил выступление | завершил выступление | завершил выступление | завершил выступление | завершил выступление | завершил выступление | завершил выступление |

### Лёгкая атлетика
Мужчины
Беговые дисциплины
| Дисциплина                    | Спортсмен        | Предварительный раунд | Предварительный раунд | Предварительный раунд | Четвертьфиналы | Четвертьфиналы | Четвертьфиналы | Полуфиналы | Полуфиналы | Полуфиналы | Финал | Финал |
| Дисциплина                    | Спортсмен        | Забег                 | Время                 | Место                 | Забег          | Время          | Место          | Забег      | Время      | Место      | Время | Место |
| ----------------------------- | ---------------- | --------------------- | --------------------- | --------------------- | -------------- | -------------- | -------------- | ---------- | ---------- | ---------- | ----- | ----- |
| бег на 100 метров             | Сейе Огунлеве    |                       | 10,26                 | 35                    |                |                |                |            |            |            |       |       |
| бег на 100 метров             | Ого-Огене Эгвере |                       | 10,26                 | 35                    |                |                |                |            |            |            |       |       |
| бег на 200 метров             | Тега Оделе       |                       |                       |                       | не проводится  | не проводится  | не проводится  |            |            |            |       |       |
| бег на 200 метров             | Дивайн Одедуру   |                       |                       |                       | не проводится  | не проводится  | не проводится  |            |            |            |       |       |
| бег на 400 метров             | Орукпе Эрайоан   |                       | 47,42                 | 44                    | не проводится  | не проводится  | не проводится  |            |            |            |       |       |
| бег на 110 метров с барьерами | Энтвон Хикс      |                       |                       |                       | не проводится  | не проводится  | не проводится  |            |            |            |       |       |
| бег на 400 метров с барьерами | Майлз Укаома     |                       | 49,84                 | 32                    | не проводится  | не проводится  | не проводится  |            |            |            |       |       |

Технические дисциплины
| Дисциплина     | Спортсмен     | Квалификация | Квалификация | Финал     | Финал |
| Дисциплина     | Спортсмен     | Результат    | Место        | Результат | Место |
| -------------- | ------------- | ------------ | ------------ | --------- | ----- |
| тройной прыжок | Олу Оламиогке | 16,10        | 32           |           |       |
| тройной прыжок | Тосин Оке     | 16,47        | 23           |           |       |
| толкание ядра  | Стивен Мозия  |              |              |           |       |

Женщины
Беговые дисциплины
| Дисциплина                    | Спортсмен                                                     | Предварительный раунд | Предварительный раунд | Предварительный раунд | Четвертьфиналы | Четвертьфиналы | Четвертьфиналы | Полуфиналы                                                    | Полуфиналы                                                    | Полуфиналы                                                    | Финал | Финал |
| Дисциплина                    | Спортсмен                                                     | Забег                 | Время                 | Место                 | Забег          | Время          | Место          | Забег                                                         | Время                                                         | Место                                                         | Время | Место |
| ----------------------------- | ------------------------------------------------------------- | --------------------- | --------------------- | --------------------- | -------------- | -------------- | -------------- | ------------------------------------------------------------- | ------------------------------------------------------------- | ------------------------------------------------------------- | ----- | ----- |
| бег на 100 метров             | Глория Асумну                                                 |                       |                       |                       |                | 11,55          | 38             |                                                               |                                                               |                                                               |       |       |
| бег на 100 метров             | Дженнифер Маду                                                |                       |                       |                       |                | 11,61          | 45             |                                                               |                                                               |                                                               |       |       |
| бег на 100 метров             | Блессинг Окагбаре                                             |                       |                       |                       |                |                |                |                                                               |                                                               |                                                               |       |       |
| бег на 200 метров             | Блессинг Окагбаре                                             |                       |                       |                       |                |                |                |                                                               | 22,69                                                         | 13                                                            |       |       |
| бег на 400 метров             | Маргарет Бамбоуз                                              |                       |                       |                       | не проводится  | не проводится  | не проводится  |                                                               | 51,92                                                         | 18                                                            |       |       |
| бег на 400 метров             | Пейшенс Окон Джордж                                           |                       |                       |                       | не проводится  | не проводится  | не проводится  |                                                               | 52,52                                                         | 23                                                            |       |       |
| бег на 400 метров             | Омаларе Омотошо                                               |                       | 53,22                 | 46                    | не проводится  | не проводится  | не проводится  |                                                               |                                                               |                                                               |       |       |
| бег на 100 метров с барьерами | Олуватобилоба Амусан                                          |                       |                       |                       | не проводится  | не проводится  | не проводится  |                                                               |                                                               |                                                               |       |       |
| бег на 400 метров с барьерами | Амака Огоебунам                                               |                       | 56,96                 | 32                    | не проводится  | не проводится  | не проводится  |                                                               |                                                               |                                                               |       |       |
| Эстафета                      | Предварительный раунд                                         | Предварительный раунд | Предварительный раунд | Предварительный раунд | Полуфинал      | Полуфинал      | Полуфинал      | Финал                                                         | Финал                                                         | Финал                                                         | Финал | Финал |
| Эстафета                      | Состав                                                        | Забег                 | Время                 | Место                 | Забег          | Время          | Место          | Состав                                                        | Состав                                                        | Состав                                                        | Время | Место |
| эстафета 4×100 метров         | Глория Асумну Блессинг Окагбаре Дженнифер Маду Агнес Осадзува |                       |                       |                       | не проводится  | не проводится  | не проводится  | Глория Асумну Блессинг Окагбаре Дженнифер Маду Агнес Осадзува | Глория Асумну Блессинг Окагбаре Дженнифер Маду Агнес Осадзува | Глория Асумну Блессинг Окагбаре Дженнифер Маду Агнес Осадзува | 43,21 | 8     |

Технические дисциплины
| Дисциплина      | Спортсмен         | Квалификация | Квалификация | Финал     | Финал |
| Дисциплина      | Спортсмен         | Результат    | Место        | Результат | Место |
| --------------- | ----------------- | ------------ | ------------ | --------- | ----- |
| прыжок в длину  | Эсе Бруме         |              |              | 6,81      | 5     |
| прыжок в высоту | Дорин Амата       | 1,89         | 27           |           |       |
| толкание ядра   | Нваннека Оквелогу |              |              |           |       |
| метание диска   | Чинве Окоро       |              |              |           |       |

Многоборье
| Дисциплина | Спортсмен        | Параметр  | 100 м с/б | высота | ядро | 200 м | длина | копьё | 800 м | Всего очков | Итоговое место |
| ---------- | ---------------- | --------- | --------- | ------ | ---- | ----- | ----- | ----- | ----- | ----------- | -------------- |
| семиборье  | Ухунома Осадзува | Результат |           |        |      |       |       |       |       |             |                |
| семиборье  | Ухунома Осадзува | Очки      |           |        |      |       |       |       |       |             |                |
| семиборье  | Ухунома Осадзува | Место     |           |        |      |       |       |       |       |             |                |

### Настольный теннис
Соревнования по настольному теннису проходили по системе плей-офф. Каждый матч продолжался до тех пор, пока один из теннисистов не выигрывал 4 партии. Сильнейшие 16 спортсменов начинали соревнования с третьего раунда, следующие 16 по рейтингу стартовали со второго раунда.
Мужчины
| Соревнование     | Спортсмены                              | Квалификация       | Первый раунд          | Второй раунд          | Третий раунд               | Четвёртый раунд        | Четвертьфинал        | Полуфинал            | Финал                |
| Соревнование     | Спортсмены                              | Соперник Результат | Соперник Результат    | Соперник Результат    | Соперник Результат         | Соперник Результат     | Соперник Результат   | Соперник Результат   | Соперник Результат   |
| ---------------- | --------------------------------------- | ------------------ | --------------------- | --------------------- | -------------------------- | ---------------------- | -------------------- | -------------------- | -------------------- |
| одиночный разряд | Квадри Аруна (27)                       | Не участвовал      | Не участвовал         | SVKВан Ян В 4:1       | TPEЧэнь Цзяньань (5) В 4:0 | GERТ. Болль (10) В 4:2 | CHNМа Лун (1) П 0:4  | завершил выступление | завершил выступление |
| одиночный разряд | Сегун Ториола                           | Не участвовал      | CZEД. Прокопцов В 4:2 | JPNК. Нива (17) П 2:4 | завершил выступление       | завершил выступление   | завершил выступление | завершил выступление | завершил выступление |
| командный разряд | Квадри Аруна Сегун Ториола Абиодун Боде | не проводится      | не проводится         | не проводится         | не проводится              | Китай · :              |                      |                      |                      |

Женщины
| Соревнование     | Спортсмены        | Квалификация        | Первый раунд         | Второй раунд          | Третий раунд          | Четвёртый раунд       | Четвертьфинал         | Полуфинал             | Финал                 |
| Соревнование     | Спортсмены        | Соперник Результат  | Соперник Результат   | Соперник Результат    | Соперник Результат    | Соперник Результат    | Соперник Результат    | Соперник Результат    | Соперник Результат    |
| ---------------- | ----------------- | ------------------- | -------------------- | --------------------- | --------------------- | --------------------- | --------------------- | --------------------- | --------------------- |
| одиночный разряд | Олуфунке Ошонайке | LIBМ. Сахакян В 4:3 | PURА. Диас П 2:4     | Завершила выступление | Завершила выступление | Завершила выступление | Завершила выступление | Завершила выступление | Завершила выступление |
| одиночный разряд | Оффионг Эдем      | FIJС. Йи В 4:0      | BLRВ. Павлович П 1:4 | Завершила выступление | Завершила выступление | Завершила выступление | Завершила выступление | Завершила выступление | Завершила выступление |

### Тяжёлая атлетика
Каждый НОК самостоятельно выбирает категорию в которой выступит её тяжелоатлет. В рамках соревнований проводятся два упражнения — рывок и толчок. В каждом из упражнений спортсмену даётся 3 попытки. Победитель определяется по сумме двух упражнений. При равенстве результатов победа присуждается спортсмену, с меньшим собственным весом.
Женщины
| Категория                | Спортсмены   | Вес | Рывок | Рывок | Рывок | Толчок | Толчок | Толчок | Всего | Место |
| Категория                | Спортсмены   | Вес | 1     | 2     | 3     | 1      | 2      | 3      | Всего | Место |
| ------------------------ | ------------ | --- | ----- | ----- | ----- | ------ | ------ | ------ | ----- | ----- |
| супертяжелый вес, +75 кг | Maryam USMAN | 75  |       |       |       |        |        |        | 265   | 9     |

### Футбол

#### Мужчины
Олимпийская сборная Нигерии квалифицировалась на Игры, завоевав золотые медали на молодёжном чемпионате Африки 2015 года. В мужском олимпийском турнире примут участие сборные, составленные из игроков не старше 23 лет (родившиеся после 1 января 1993 года). Также в заявку могут войти не более 3-х футболистов старше этого возраста.
Состав
| №              | Имя                 | Клуб                | Дата рождения   | Возраст | Игр     | Голов   |
| Вратари        | Вратари             | Вратари             | Вратари         | Вратари | Вратари | Вратари |
| -------------- | ------------------- | ------------------- | --------------- | ------- | ------- | ------- |
| 1              | Дэниэл Акпейи*      | Чиппа Юнайтед       | 3 августа 1986  | 30      | 0       | 0       |
| 18             | Эммануэл Дэниэл     | Энугу Рейнджерс     | 17 декабря 1993 | 22      | 1       | 0       |
| Защитники      |                     |                     |                 |         |         |         |
| 2              | Синсере Сет         | Рапсоди             | 28 апреля 1998  | 18      | 1       | 0       |
| 3              | Кингсли Маду        | Тренчин             | 12 декабря 1995 | 20      | 1       | 0       |
| 4              | Шеху Абдуллахи      | Униан Мадейра       | 12 марта 1993   | 23      | 1       | 0       |
| 5              | Сатодей Эримуя      | Кайсери Эрджиесспор | 12 августа 1997 | 18      | 0       | 0       |
| 6              | Уильям Троост-Эконг | Хёугесунн           | 1 сентября 1993 | 22      | 1       | 0       |
| 15             | Ндифреке Эффионг    | Абия Уорриорз       | 15 августа 1998 | 17      | 1       | 0       |
| 16             | Стэнли Амузи        | Ольяненсе           | 28 февраля 1996 | 20      | 1       | 0       |
| Полузащитники  |                     |                     |                 |         |         |         |
| 8              | Огенекаро Этебо     | Фейренсе            | 9 ноября 1995   | 20      | 1       | 4       |
| 10             | Джон Оби Микел*     | Челси               | 22 апреля 1987  | 29      | 1       | 0       |
| 12             | Салиу Содик         | Сераинг             | 7 августа 1994  | 21      | 1       | 0       |
| 14             | Азубуике Окечукву   | Ени Малатьяспор     | 19 апреля 1997  | 19      | 1       | 0       |
| 17             | Усман Мухаммед      | Униан Мадейра       | 2 марта 1994    | 22      | 1       | 0       |
| Нападающие     |                     |                     |                 |         |         |         |
| 7              | Амину Умар          | Самсунспор          | 6 марта 1995    | 21      | 0       | 0       |
| 9              | Имо Эзекиль (к)     | Андерлехт           | 24 октября 1993 | 22      | 1       | 0       |
| 11             | Джюниор Аджайи      | Аль-Ахли            | 29 января 1996  | 20      | 0       | 0       |
| 13             | Умар Садик          | Рома                | 2 февраля 1997  | 19      | 1       | 1       |
| Главный тренер |                     |                     |                 |         |         |         |
| Флаг Нигерии   | Самсон Сиасиа       | Самсон Сиасиа       | 14 августа 1967 | 48      |         |         |

Результаты
Групповой этап (Группа B)
| М | Команда  | И | В | Н | П | Мячи  | ±  | О |
| - | -------- | - | - | - | - | ----- | -- | - |
| 1 | Нигерия  | 3 | 2 | 0 | 1 | 6 − 6 | 0  | 6 |
| 2 | Колумбия | 3 | 1 | 2 | 0 | 6 − 4 | +2 | 5 |
| 3 | Япония   | 3 | 1 | 1 | 1 | 7 − 7 | 0  | 4 |
| 4 | Швеция   | 3 | 0 | 1 | 2 | 2 − 4 | −2 | 1 |

| 4 августа 2016 21:00 UTC-4                | \| Нигерия \| 5:4 (3:2) Отчёт \| Япония \| \| Умар 6′ · Этебо 11′, 42′, 51′ (пен.), 66′ \| Голы \| Короки 9′ (пен.) · Минамино 13′ · Асано 70′ · Судзуки 95′ \| | Стадион: Амазония, Манаус Зрителей: 29 996 Судья: Клеман Тюрпен |
| Нигерия                                   | 5:4 (3:2) Отчёт | Япония                                                          |
| Умар 6′ · Этебо 11′, 42′, 51′ (пен.), 66′ | Голы | Короки 9′ (пен.) · Минамино 13′ · Асано 70′ · Судзуки 95′       |

| 7 августа 2016 18:00 UTC-4 | \| Швеция \| 0:1 (0:1) Отчёт \| Нигерия \| \| \| Голы \| Умар 40′ \| | Стадион: Амазония, Манаус Зрителей: 23 892 Судья: Мэттью Конгер |
| Швеция                     | 0:1 (0:1) Отчёт                                                      | Нигерия                                                         |
|                            | Голы                                                                 | Умар 40′                                                        |

| 10 августа 2016 19:00 UTC-3     | \| Колумбия \| 2:0 (1:0) Отчёт \| Нигерия \| \| Гутьеррес 4′ · Пабон 63′ (пен.) \| Голы \| \| | Стадион: Арена Коринтианс, Сан-Паулу Зрителей: 36 702 Судья: Сесар Рамос |
| Колумбия                        | 2:0 (1:0) Отчёт                                                                               | Нигерия                                                                  |
| Гутьеррес 4′ · Пабон 63′ (пен.) | Голы                                                                                          |                                                                          |